# PRECOCI
PRECOCI（プレコシ）は、かつて活動していた26人の子役メンバーからなるパフォーマンスグループ。

## 来歴
- 1999年3月17日「いーじゃん！！」でデビュー。
- 2001年10月14日TOKYO FM HALLのライブをもって解散。

## メンバー
- 奥田綾乃（おくだ あやの、1987年2月15日） - 2008年まで芸能活動を続けていたが、その後サイバーエージェントの社員に[1]。
- 石川友里恵（いしかわ ゆりえ、1987年5月7日） - 『YA-KYIM』でYURIEとして活動中。
- 大竹香織（おおたけ かおり、1989年2月1日）
- 柿沼亜里沙（かきぬま ありさ、1986年7月23日） - 『YA-KYIM』でALISAとして活動中。
- 沼澤智之（ぬまさわ ともゆき、1985年10月1日） - 『Vimclip』でTOMOとして活動中。
- 山崎未来（やまざき みく、1986年10月25日） - 『YA-KYIM』でMIKUとして活動中。
- 佐藤ニキ（さとう ニキ、1988年1月10日） - テレビドラマ「誰にも言えない」最終回に里奈と共に出演。｢ポンキッキーズ｣に出演。
- 佐藤里奈（さとう りな、1988年1月10日） - テレビドラマ「誰にも言えない」最終回にニキと共に出演。｢ポンキッキーズ｣に出演。
- 滝口悠（たきぐち はるか、1984年10月29日）
- 関口洋美（せきぐち ひろみ、1988年5月23日） - 歌手Rucaとして活動中。
- 木村紗緒里（きむら さおり、1988年10月30日）
- 佐野はな（さの はな、1986年5月16日） - 12.ヒトエ（2001年 - 2006年）→アルメリア（2006年 - 2007年）→The Spade 13（2007年 - 2010年）→Gacharic Spinでドラマーはなとして活動中。
- 田中奈津美（たなか なつみ、1985年4月20日）
- 小林加奈（こばやし かな、1986年1月26日） - ｢あっぱれさんま大先生｣に出演。
- 斉藤望（さいとう のぞみ、1987年9月30日） - タップダンサーとして活動中。
- 日光（にっこう、1986年11月12日）
- 佐々木未来（ささき みく、1984年3月22日） - 女優として活動中。
- 渡部若菜（わたなべ わかな、1983年5月26日） - 女優として活動していたが、現在は結婚して一般人に[2]。
- 青島早紀（あおしま さき、1987年4月16日）
- 山崎麻衣美（やまざき まいみ、 1984年6月19日）
- 水地翔人（みずち しょうと、1987年3月9日）
- 水地弾人（みずち だんと、1988年3月27日）
- 飯村翔（いいむら しょう、1990年10月19日） - OKAMOTO'Sのボーカル、オカモトショウとして活動中。
- マイク谷（マイク たに、1985年10月4日）
- RIN（リン）、1988年3月10日） - 女優太田里奈として活動中。
- 増岡未央（ますおか みお、1986年11月19日）

## ディスコグラフィ

### シングル
|   | 発売日        | タイトル     | c/w             | 収録アルバム        | 型番・備考                                                                                      |
| - | ------------- | ------------ | --------------- | ------------------- | ----------------------------------------------------------------------------------------------- |
| 1 | 1999年3月17日 | い〜じゃん!! | Dream Power     | PRECOCI BOX 1(#1,2) | CODA-50055 テレビ東京系「たけしの誰でもピカソ」EDテーマ、テレビ東京系「キッズ天国」テーマソング |
|   | 1999年5月21日 | 夢中にさせて | 恋のLucky Check | PRECOCI BOX 1(#1,2) | CODA-50041 テレビ東京系「ゲーム王国」テーマソング Pti-Pti名義                                   |
|   | 1999年5月21日 | 1 or 8       | 秘密のスペル    | PRECOCI BOX 1(#1,2) | CODA-50078 日本テレビ系「モグモグGOMBO」EDテーマ ニキ☆リナ名義                                  |
| 2 | 1999年7月1日  | OKです!!     | ハジケて行こう  | PRECOCI BOX 1(#1)   | CODA-50111                                                                                      |
| 3 | 1999年9月18日 | Live!!       | キミニアイタイ  | －                  | CODA-50153                                                                                      |

### アルバム
|   | 発売日       | タイトル      | 型番       |
| - | ------------ | ------------- | ---------- |
| 1 | 1999年7月1日 | PRECOCI BOX 1 | COCP-50097 |

## 出演
- プレコシTV!→プレコシTV!2000（キッズステーション他 キッズステーションでは日曜19:30 - 20:00に放映していた）